# Bercley
Bercley (ook wel: The Bercley) is een historisch Belgisch fietsen- en motorfietsmerk.
De bedrijfsnaam was Société des Motorcycles Bercley en The Bercley Cycle and Motor Works, gevestigd in Brussel.
Begonnen als fietsenmaker, bouwde men in de fabriek rond 1900 een automobiel. Ook werd er een motorfiets gemaakt waarbij beide (zij-)kleppen door de nokkenas gecommandeerd waren, in tegenstelling tot de toen meer gebruikelijke snuffel-inlaatklep. Deze machine was leverbaar in een 3pk- en een 3½pk-versie.
Later (van 1905 tot 1909) produceerde Bercley door Gustave Kindermann geconstrueerde zeer vooruitstrevende motorfietsen met een eigen 616cc-paralleltwin. Ook al een zeer afwijkend ontwerp: tweecilinders werden toen nog gewoonlijk als V-twin uitgevoerd. Ook dit was een zijklepmotor met gecommandeerde kleppen.
Mogelijk werden door Bercley geleverde inbouwmotoren door Eysink en Onaway toegepast.